# Polyteism

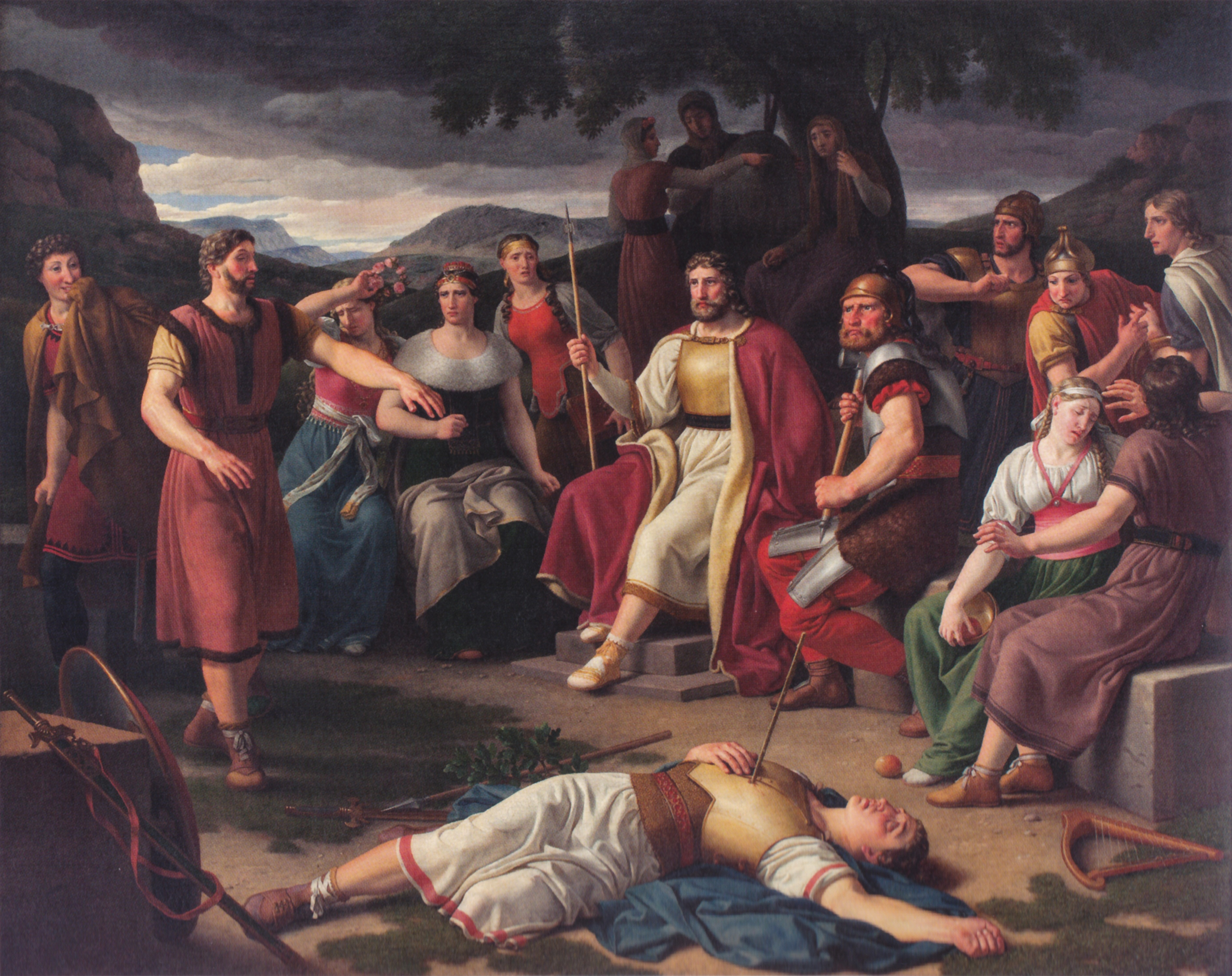
Gudarna i Asatron samlade runt Balders lik. Målning av Christoffer Wilhelm Eckersberg 1817.

Polyteism är en gudsuppfattning som går ut på att det finns flera gudar. Uttrycket kommer från grekiskans "poly" (flera) och "theoʹs" (gud).
En polyteistisk uppfattning kan kombineras med att en av de gudar man tror på är viktigare än de andra, och kallas då monolatri eller henoteism. Samlingen av de gudar som finns i en viss polyteistisk religion kallas pantheon. I den polyteistiska föreställningsvärlden är gudarna ofta begränsade i sin makt av de andra gudarna, dödliga kan till exempel söka skydd från en gud hos en annan. Deras vetande är heller inte allomfattande och de är inte allestädes närvarande. Ofta beskrivs dessa gudar ha en fysisk form, innebo en fysisk plats som Olympen och de kan till och med dödas. I polyteistiska myter ingriper gudarna även ofta direkt i människornas värld och ibland avlar de barn med dödliga, se exempelvis Herakles.
Inte sällan samsas en folklig polyteistisk religionsutövning med en panteistisk religionsuppfattning på ett mer filosofiskt eller intellektuellt plan. Så väl inom den antika hedendomen, som inom hinduismen och i traditionell kinesisk kosmologi (exempelvis daoismen) menade den religiösa och intellektuella eliten att de olika gudarna egentligen (liksom allting annat i världen) var aspekter av "det Enda" eller av Brahman eller av Dao.

## Polyteistiska religioner
- Asatro[2]
- Fornegyptisk religion[2]
- Grekisk mytologi[2]
- Hinduismen (som dock även rymmer ateistiska, monoteistiska och panteistiska skolor)
- Keltisk mytologi
- Romersk mytologi[2]
- Samisk religion
- Shintoism

## Polyteistiska drag i monoteistiska religioner
Det är inte ovanligt att religioner eller religiösa riktningar, som själva uppfattar sig som monoteistiska, uppfattas som polyteistiska (eller behäftade med polyteistiska drag) av andra religioner.
Kristendomen betraktas av bland annat judar och muslimer som en polyteistisk religion, detta på grund av treenighetsbegreppet (enligt kristendomen är Gud tredelad: Fadern, den helige ande och Guds Son Jesus) och tron på Jesus (en människa) som Gud.
En del protestanter ser katolicismen och den östortodoxa kristendomen som polyteistiska på grund av den helgonvördnad, vördnad av jungfru Maria och vördnad för ikoner som förekommer inom dessa båda kristendomsriktningar.
Från strikt filosofisk-monoteistisk (eller deistisk) infallsvinkel kan de abrahamitiska religionernas trosföreställningar om änglars existens betraktas som uttryck för mild polyteism.